# Sak Noel
Sak Noel (* 12. April 1983 in La Cellera de Ter als Isaac Mahmood Noell) ist ein spanischer DJ, Musikproduzent sowie Regisseur von Musikvideos. Zudem ist er Gründer und Teilhaber des Plattenlabel Moguda, das seit 2009 das jährliche Moguda Dance Festival veranstaltet.

## Karriere
Sak Noel begann bereits als Teenager, Musik zu machen und wurde dabei insbesondere von elektronischer Musik beeinflusst. Durch sein Plattenlabel Moguda kam es zu einer Kooperation mit Mak & Sak und Xana, mit denen er auf Tour ging. Öffentliche Bekanntheit erlangte er 2011 mit seinem Titel Loca People, den er mit Vocals von Esthera Sarita produzierte. In Europa erreichte dieser Titel hohe Chartplatzierungen und konnte in Dänemark und Rumänien jeweils den zweiten Platz der nationalen Charts belegen und erreichte in den Niederlanden und in Österreich sogar die Spitze der Charts. Die Veröffentlichung der Single wurde in Deutschland für den 5. August 2011 angekündigt, erschien als Download-Single allerdings erst am 19. August und auf CD am 26. August. In Deutschland war es die erfolgreichste Single eines spanischen Interpreten seit dem Jahr 2002, als Las Ketchup die Spitzenposition der deutschen Singlecharts belegten. Bei der Produktion des zugehörigen Musikvideos, das in der Diskothek Millennium & Cosmic Club in Girona entstand, führte er selber Regie.

## Diskografie

### Singles
- 2010: Loca People (What the F**k!)
- 2011: Paso (The Nini Anthem)
- 2012: Where? (I Lost My Underwear)
- 2013: Party on My Level (feat. Sito Rocks)
- 2013: I Am the Law
- 2014: Young & Reckless
- 2014: No Boyfriend
- 2014: Pinga
- 2016: Trumpets (feat. Salvi & Sean Paul)
- 2017: OMG

### Musikvideos
- 2011: Loca People (What the F**k!) (Regie: Sak Noel)
- 2011: Paso (The Nini Anthem)
- 2012: Where? (I Lost My Underwear)
- 2013: Party on My Level (feat. Sito Rocks)
- 2013: I Am the Law

## Auszeichnungen für Musikverkäufe
| Goldene Schallplatte - Belgien - 2011: für die Single Loca People (What the F**k!) - Dänemark - 2011: für das Streaming Loca People (What the F**k!) - Italien - 2011: für die Single Loca People (What the F**k!) - Russland - 2011: für die Single Loca People (What the F**k!) | Platin-Schallplatte - Dänemark - 2011: für die Single Loca People (What the F**k!) - Kanada - 2013: für die Single Loca People (What the F**k!) 2× Platin-Schallplatte - Schweden - 2012: für die Single Loca People (What the F**k!) |

Anmerkung: Auszeichnungen in Ländern aus den Charttabellen bzw. Chartboxen sind in ebendiesen zu finden.
| Land/RegionAuszeichnungen für Musikverkäufe (Land/Region, Auszeichnungen, Verkäufe, Quellen) | Silber  | Gold     | Platin     | Verkäufe | Quellen              |
| -------------------------------------------------------------------------------------------- | ------- | -------- | ---------- | -------- | -------------------- |
| Belgien (BRMA)                                                                               | —       | Gold1    | —          | 15.000   | ultratop.be          |
| Dänemark (IFPI)                                                                              | —       | Gold1    | Platin1    | 30.000   | ifpi.dk              |
| Deutschland (BVMI)                                                                           | —       | Gold1    | —          | 150.000  | musikindustrie.de    |
| Italien (FIMI)                                                                               | —       | Gold1    | —          | 15.000   | fimi.it              |
| Kanada (MC)                                                                                  | —       | —        | Platin1    | 80.000   | musiccanada.com      |
| Österreich (IFPI)                                                                            | —       | Gold1    | —          | 15.000   | ifpi.at              |
| Russland (NFPF)                                                                              | —       | Gold1    | —          | 100.000  | Einzelnachweise      |
| Schweden (IFPI)                                                                              | —       | —        | 2× Platin2 | 80.000   | sverigetopplistan.se |
| Schweiz (IFPI)                                                                               | —       | Gold1    | —          | 15.000   | hitparade.ch         |
| Vereinigtes Königreich (BPI)                                                                 | Silber1 | —        | —          | 200.000  | bpi.co.uk            |
| Insgesamt                                                                                    | Silber1 | 7× Gold7 | 4× Platin4 |          |                      |